# Eurytaphria invalida
Eurytaphria invalida là một loài bướm đêm trong họ Geometridae.